# Felix Otto Dessoff
Felix Otto Dessoff (Lipsia, 14 gennaio 1835 – Francoforte sul Meno, 28 ottobre 1892) è stato un direttore d'orchestra e compositore tedesco.

## Biografia
Dessoff nacque da una famiglia ebrea a Lipsia; suo padre era un mercante di stoffe. Il suo talento musicale fu riconosciuto da Franz Liszt.
Come studente al Conservatorio di Lipsia dal 1851 al 1854, Dessoff studiò composizione, pianoforte e direzione d'orchestra con alcuni dei più importanti insegnanti del tempo, tra cui Ignaz Moscheles per pianoforte e Moritz Hauptmann e Julius Rietz per composizione. Il 16 novembre 1853 una sua sinfonia fu eseguita dall'Orchestra del Gewandhaus di Lipsia; il giorno seguente incontrò Johannes Brahms, con il quale strinse un'amicizia duratura e una relazione artistica.
Fu essenzialmente come direttore d'orchestra che si affermò. Il suo primo incarico fu all'Actien Theater di Chemnitz. In seguito, è stato direttore (in successione) ad Altenburg, Düsseldorf, Kassel, Aquisgrana e Magdeburgo. Nel 1860 gli fu offerta un posto all'Opera di Corte di Vienna.
Nel 1860, la Filarmonica di Vienna scelse Otto Dessoff come direttore d'orchestra, carica che mantenne fino al 1875. Il critico musicale, editorialista e biografo di Vienna Max Kalbeck scrisse nel 1908 che la fama e l'eccellenza della Filarmonica di Vienna derivavano dall'”energia e determinazione" di Dessoff.
A Vienna, a partire dal 1861, Dessoff insegnò anche composizione alla Gesellschaft der Musikfreunde (il precursore del Conservatorio di Vienna). Tra i suoi studenti c'erano Artur Nikisch e Felix Mottl.
Nel 1875, secondo Styra Avins, Dessoff fu "estromesso dal suo incarico a Vienna per mezzo di un intrigo",, ma immediatamente trovò un nuovo posto come direttore (Hofkapellmeister) alla Badische Staatskapelle a Karlsruhe, in Germania, succedendo a Hermann Levi.
Ha composto un quintetto d'archi per 2 violini, viola e 2 violoncelli, diversi Lieder e un libro corale. Morì a Francoforte nel 1892, all'età di 57 anni. Sua figlia, Margarete Dessoff, fondò i Cori Dessoff quando rimase a New York durante una visita di famiglia.